# Albert Vandeplancke
Albert Désiré Vandeplancke (Tourcoing, 2 gennaio 1911 – Tourcoing, 1º aprile 1939) è stato un nuotatore e pallanuotista francese, vincitore di una medaglia di bronzo nel torneo di pallanuoto ai giochi di Amsterdam 1928, allenato da Paul Beulque, di cui era il genero.
Nello stesso torneo olimpico, come nuotatore, ha gareggiato nei 400m sl, e nella Staffetta 4x200 sl